# 최계월
최계월(崔桂月, 1919년 1월 5일 ~ 2015년 11월 27일)은 대한민국의 기업가이며 예비역 대한민국 육군 소령이다. 본관은 통천(通川)이며 경상남도 합천 출생이다.

## 생애
1919년 경상남도 합천에서 태어났다. 6세에 일본 히로시마로 건너갔다. 일본 히로시마 광릉(廣綾)중학교를 거쳐 일본 히로시마 제1중학교, 일본 와세다 대학교 법학부를 나왔다. 일제에 의해 학도병으로 징집되어 일본군 방공사령부에서 중위로 복무하였다. 광복 이후에 잠시 귀국하여 육군에 복무하며 공군 창설을 위해 노력하다 몽양 여운형의 권유로 다시 일본에 건너가 실업 활동에 몰두하였다. 일본에서 사업을 진행하다 5.16 군사정변 이후 대한민국에 돌아왔다.
한국 귀국 후 한국 최초의 해외자원개발인 칼리만탄의 산림개발을 위해 1968년 인도네시아에 해병대상륙사단 출신 부사관 120명과 함께 원시정글에 들어가 원목개발을 했다. 당시 김종필은 '최 회장이 나라를 세 번 구했다.'고 말했다고 한다. 1981년 국내 최초로 해외유전개발사업에 뛰어들어 1984년 8월에는 인도네시아 마두라섬 인근해역에서 원유을 발견 및 개발하기도 하였다. 현재에도 마두라 유전지역 5광구에서 천연가스를 생산하여 그레식화력발전소에 발전용으로 전량 판매하고 있다.
최근까지 활발한 사업 활동을 하던 그는 사업의 무대 인도네시아에서는 교민회장을 지냈고, 국내에서는 통천 최씨 대종회장을 지냈다.

## 학력
- 일본 히로시마 히로아야(廣綾) 중학교 수료
- 일본 히로시마 제1중학교 졸업
- 일본 와세다 대학교 법학과 학사
- 대한민국 국방대학교 행정학사 10기(1965년)

## 경력
- 1947.04 - 1958.08 동양무역사 사장
- 1958.09 - 1963.10 흥아상사(주)전무이사
- 1963.11 - 1992.11 한국남방개발(주)대표이사 사장
- 1976.10 - 1981.02 한국해외산림개발협회 회장
- 1980.11 - 1987 해외국민연합회 회장
- 1981.04 -코데코에너지(주)대표이사 사장
- 1988.04 - 홍콩 석유판매회사KIPCO사장
- 1990.06 - 인니 현지법인KODECO HEAVY INDUSTRY사장
- 1992.10 - 인니 현지법인KODECO FISHERY사장
- 1992.11 - 1993.11 한국남방개발(주)대표이사 회장
- 1993.11 - 한국남방개발(주)(코데코)그룹 총회장

## 수상
국내와 주 사업무대인 인도네시아에서 여러 훈장과 공로상들을 받았다.
- 은탑 산업훈장
- 국민훈장 동백장
- 인도네시아 최고공로훈장
- 인도네시아 경제발전 특별공로상

## 관련저서
- 《낭만의 제국》 이호 지음 | 우석출판사 펴냄 | 2007
- 《그들은 나를 칼리만탄의 왕이라 부른다》 권태하 | 중앙M&B(랜덤하우스중앙) | 1994 (실명소설)
- 《나는 아스팔트 깔린 길은 가지 않는다》 이호 지음 | 올림 펴냄 | 1993
- 《역사는 꿈꾸는 자가 만든다》 한대희 지음 | 명지사 펴냄 | 1992